# Sergio Obeso Rivera
Sergio Obeso Rivera (Xalapa, 31 de outubro de 1931 - Coatepec, 11 de agosto de 2019) foi um prelado mexicano da Igreja Católica. Ele foi arcebispo de Xalapa de 1979 a 2007 depois de servir como bispo de Papantla de 1971 a 1974 e coadjutor em Xalapa de 1974 a 1979. Em 29 de junho de 2018, o papa Francisco o tornou cardeal.

## Biografia
Sergio Obeso Rivera nasceu em Xalapa, no México, em 31 de outubro de 1931. Seu pai era natural das Astúrias, na Espanha, e sua mãe era de Las Vigas de Ramírez, onde foi criado. Ele entrou no seminário em Xalapa em 23 de janeiro de 1944 e foi ordenado em Roma em 31 de outubro de 1954 e ao obter seu doutorado em teologia na Pontifícia Universidade Gregoriana. Até 1971 ocupou vários cargos no seminário de Xalapa, incluindo prefeito de filosofia, diretor espiritual e reitor.
Em 30 de abril de 1971, o papa Paulo VI nomeou-o bispo de Papantla e foi consagrado bispo em 29 de julho. [Carece de fontes?]
Em 18 de janeiro de 1974, o Papa Paulo nomeou-o arcebispo titular de Uppenna e Arcebispo Coadjutor de Xalapa e, em 12 de março de 1979, tornou-se arcebispo de Xalapa.
Ele foi eleito para os três mandatos de três anos como presidente da Conferência Episcopal do México em 1982, 1985 e 1994. Ele também foi presidente da Comissão para a Pastoral Social em 2002, quando pediu a reforma da Lei de Direitos e Cultura dos Povos Indígenas do México, em uma declaração que dizia: "Não é possível continuar a viver em um México dividido pelo racismo e pela discriminação. Os povos indígenas justamente merecem o reconhecimento de suas culturas, de sua maneira de ver as coisas e de sua autonomia. "
O Papa Bento XVI aceitou sua renúncia em 10 de abril de 2007.
Em 29 de junho de 2018, o papa Francisco tornou Obeso cardeal.

## Link Web
- Archdiocese of Xalapa (em castelhano)